# 马尔恰纳
马尔恰纳（義大利語：Marciana），是意大利利佛诺省的一个市镇。总面积45平方公里，人口2236人，人口密度49.7人/平方公里（2009年）。ISTAT代码为049010。